# Kembang Tanjung (Bulan Tengah Suku Ulu)
Kembang Tanjung is een bestuurslaag in het regentschap Musi Rawas van de provincie Zuid-Sumatra, Indonesië. Kembang Tanjung telt 570 inwoners (volkstelling 2010).